# Segmento D
O segmento D é uma categoria de classificação dos automóveis, que abrange carros entre o segmento C dos compactos e o segmento E dos executivos. É a 4ª categoria dos segmentos europeus para automóveis de passeio, sendo descrita como a dos familiares.
É equivalente à classe de "large family car" do Euro NCAP e à definição atual da categoria de "mid-size car" usada na América do Norte. Os carros executivos compactos também fazem parte da categoria de tamanho do segmento D.
No Brasil, automóveis modernos do segmento D até o F são classificados como de porte grande. Entretanto, automóveis de luxo de entrada, como o BMW Série 3, o Volvo S60 e o Audi A4, classificados no segmento D, são classificados como de porte médio. Automóveis antigos do segmento D como o Corcel, o Passat (1ª geração), o Del Rey, o Monza, o Santana, o Versailles e o Vectra (1ª e 2ª geração) são classificados como médios no Brasil. As picapes do segmento D são classificadas no Brasil como de porte médio.

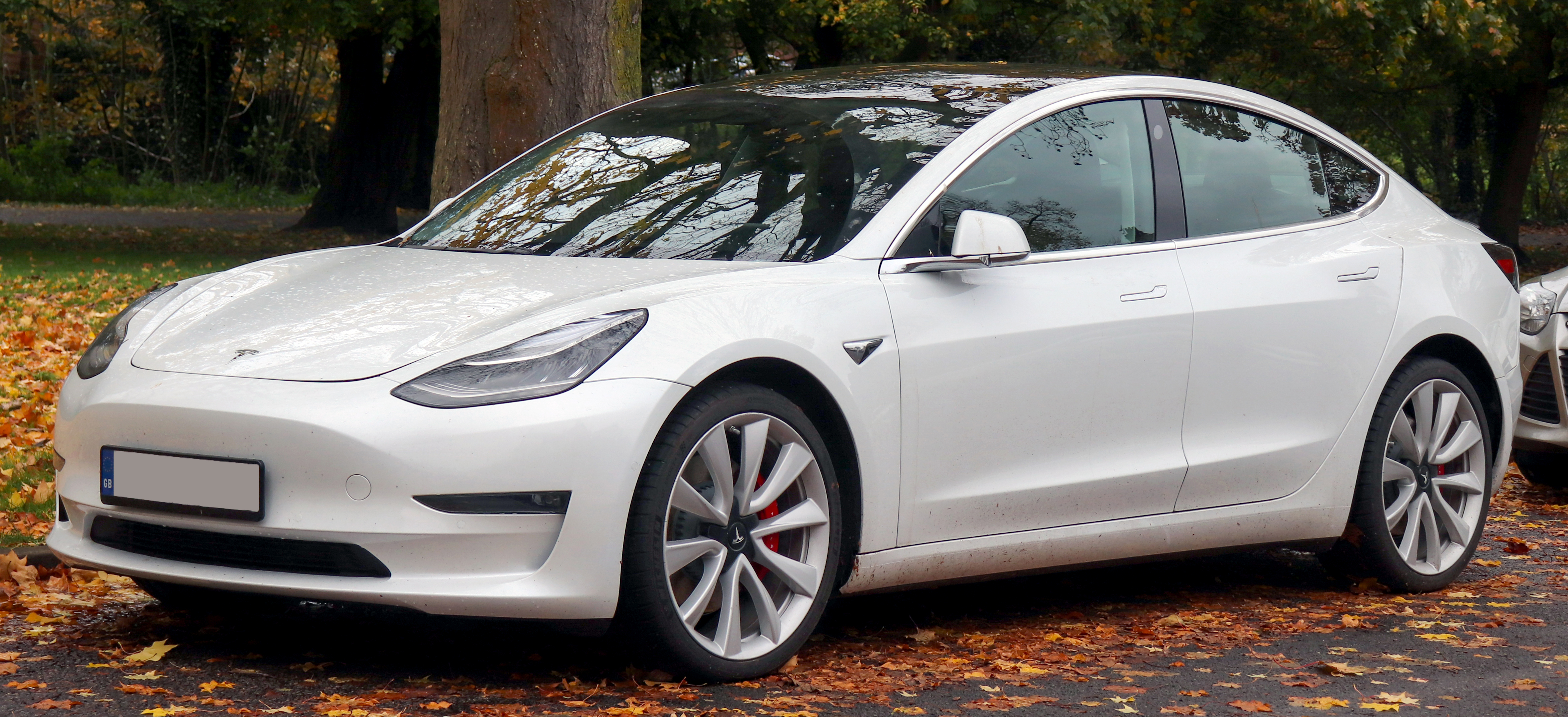
Tesla Model 3
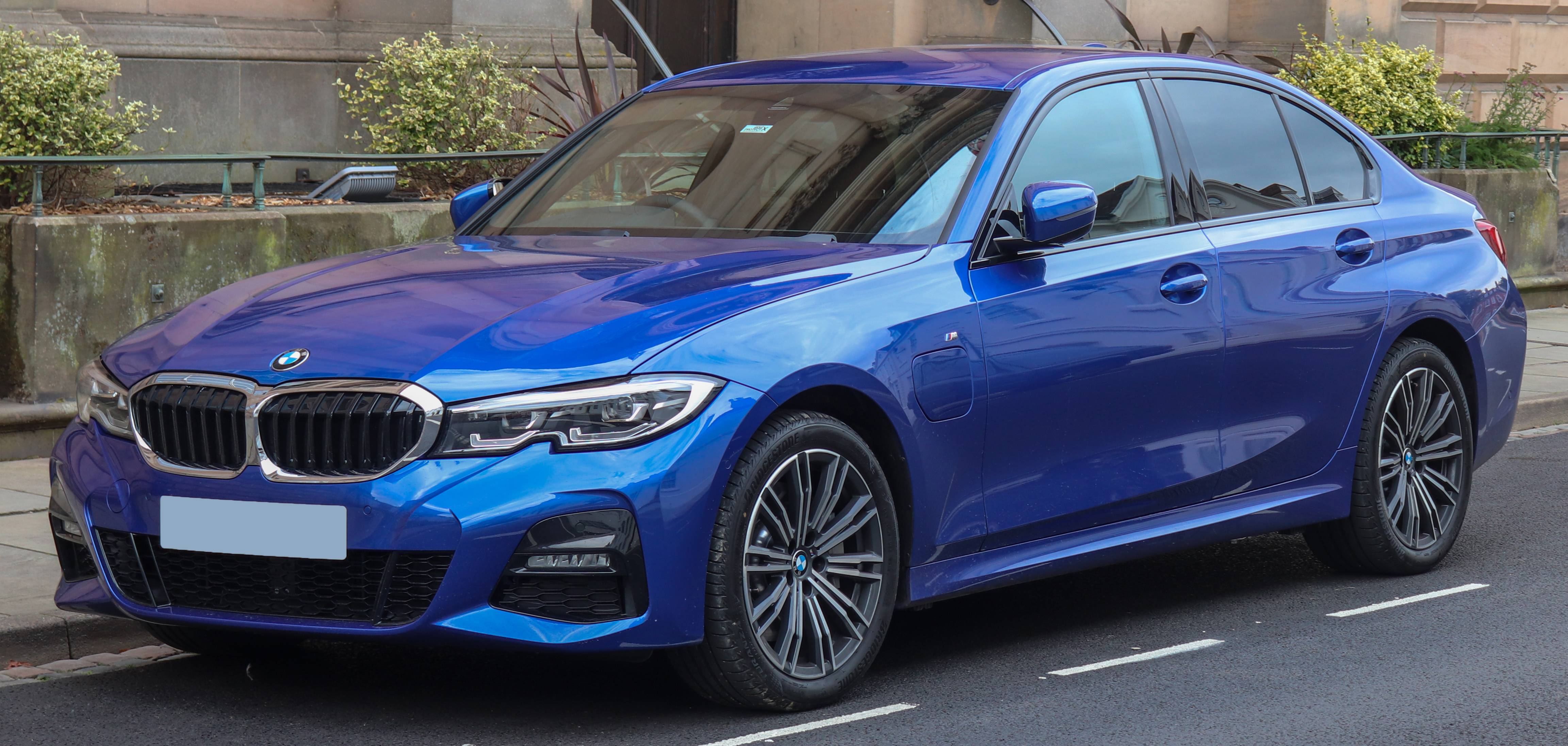
BMW Série 3
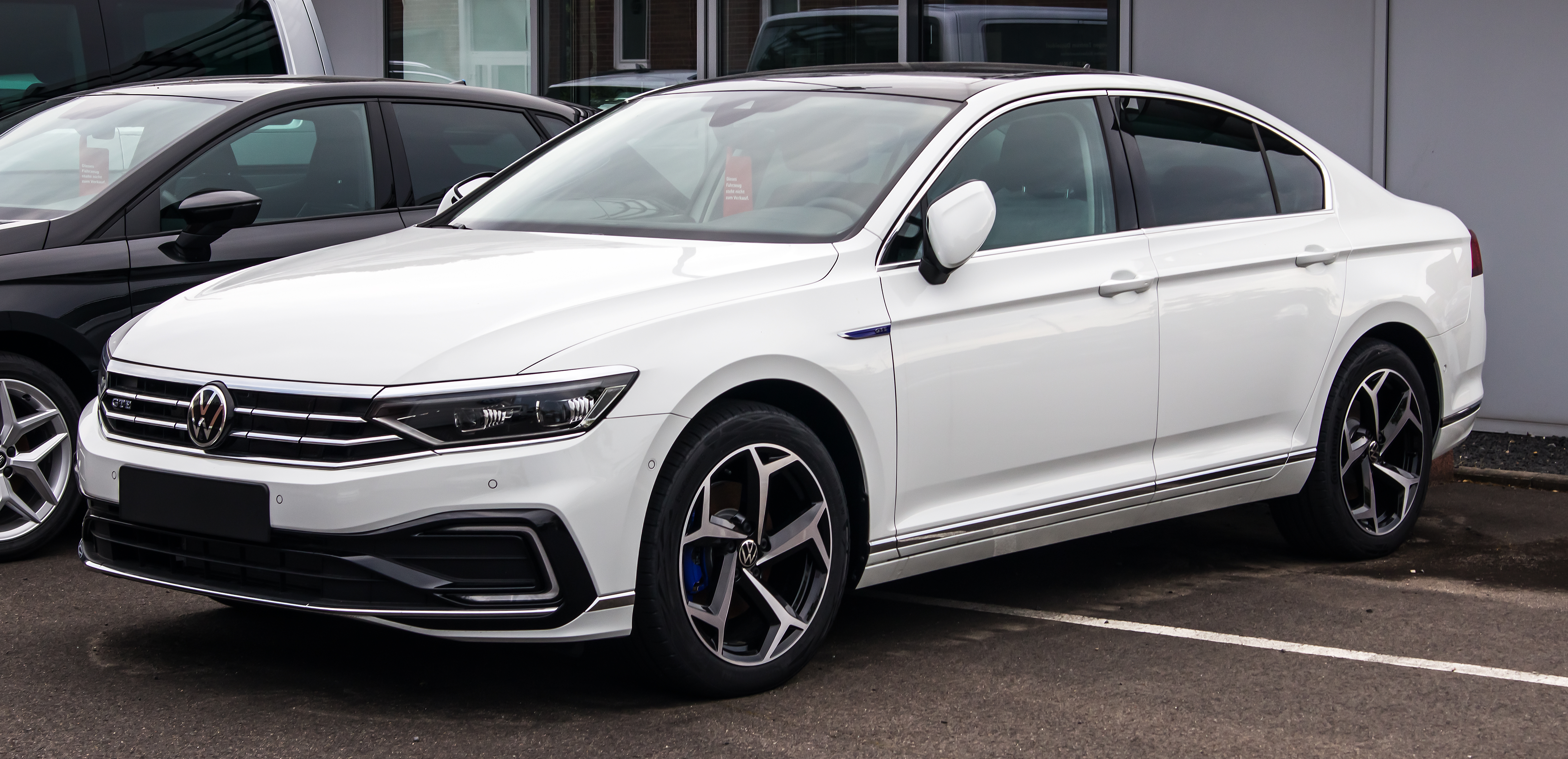
Volkswagen Passat
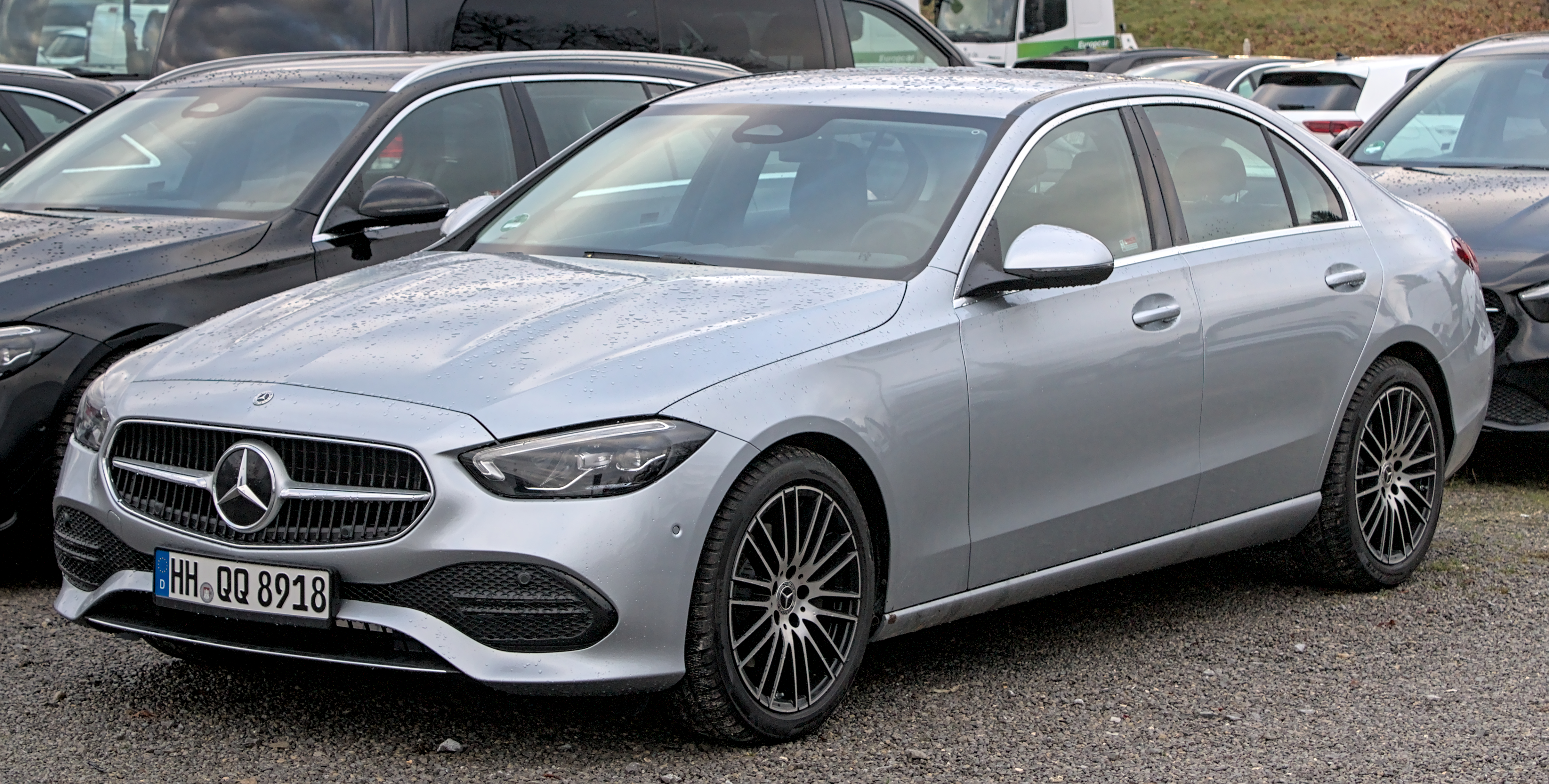
Mercedes-Benz Classe C
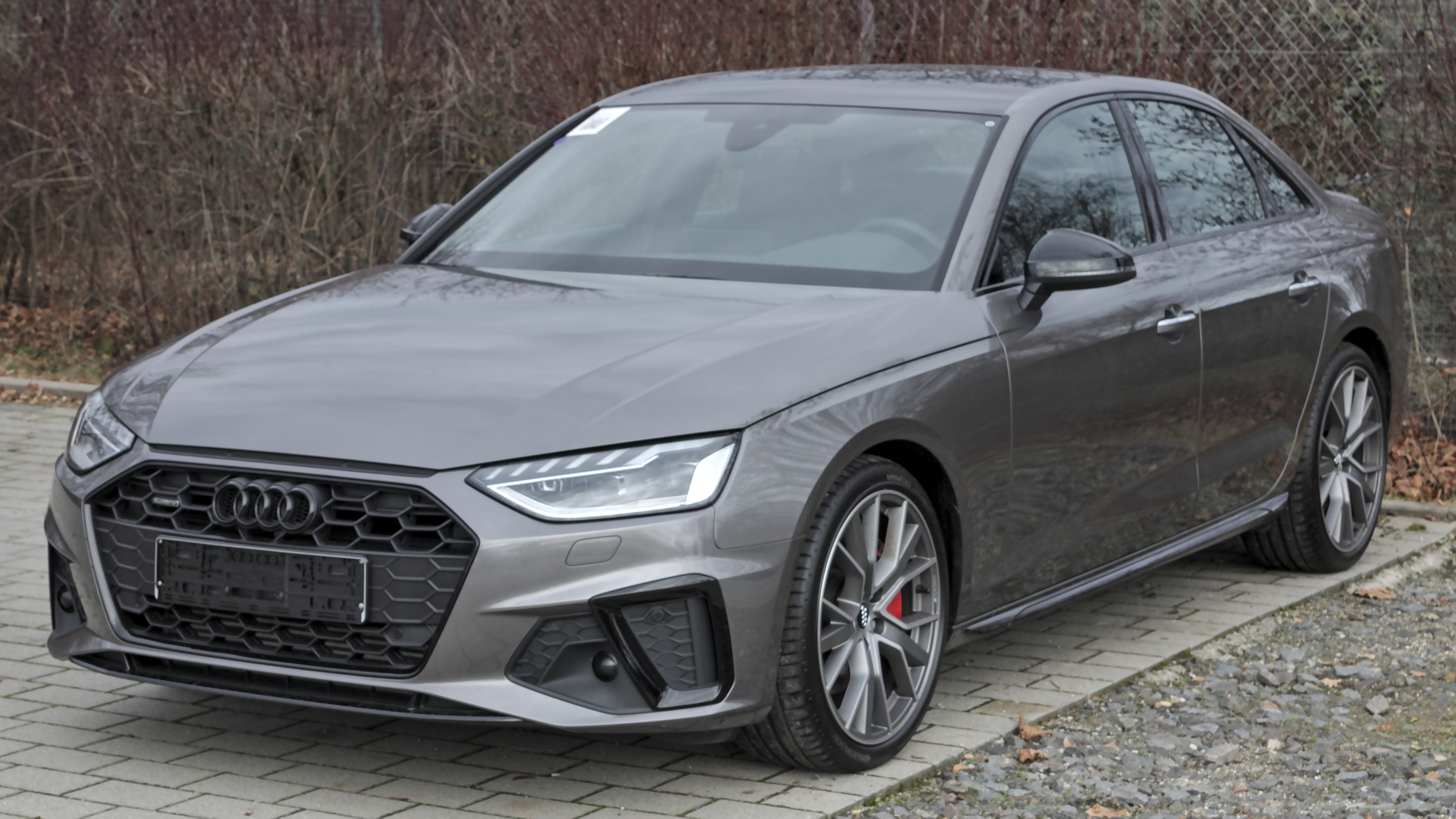
Audi A4
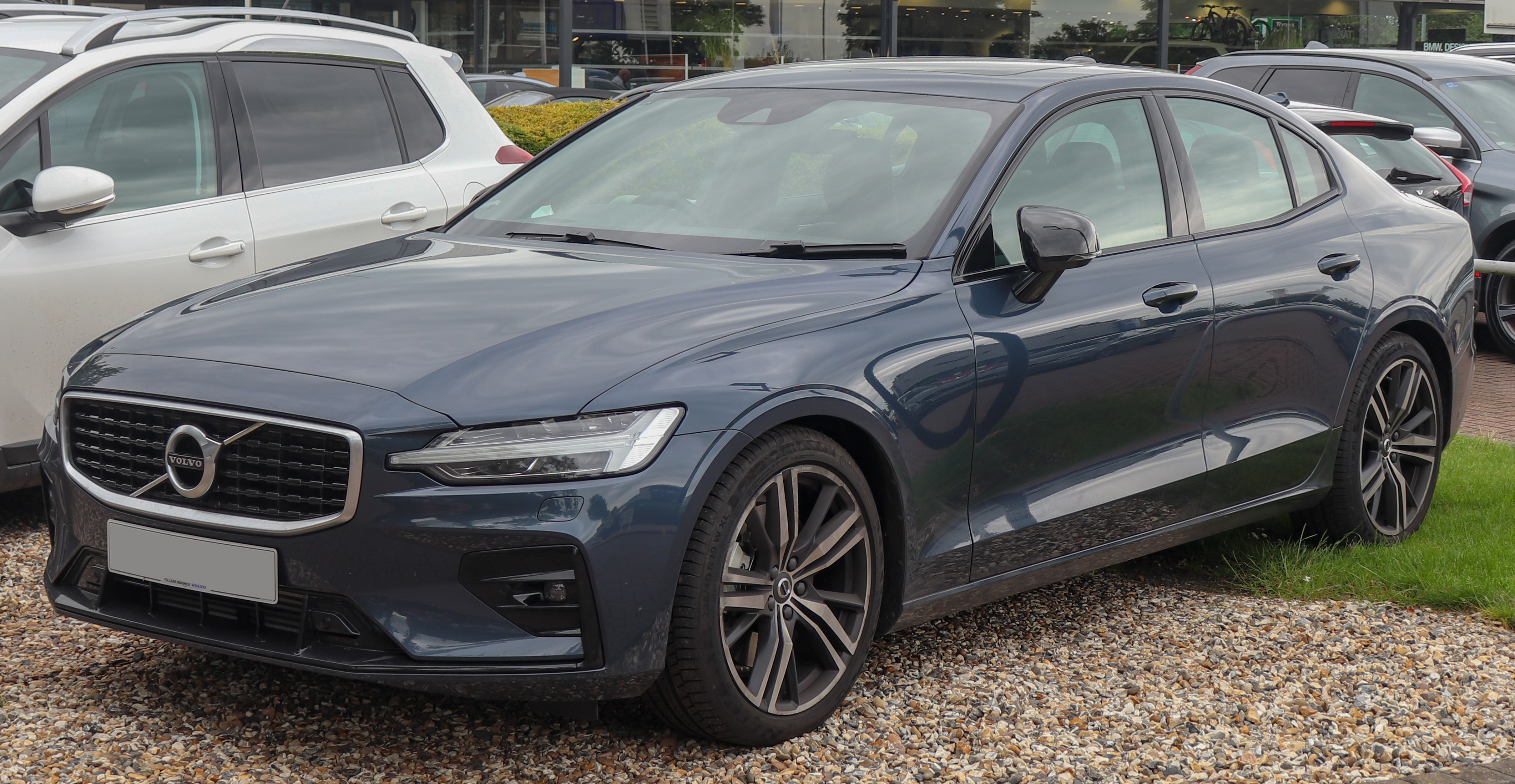
Volvo S60
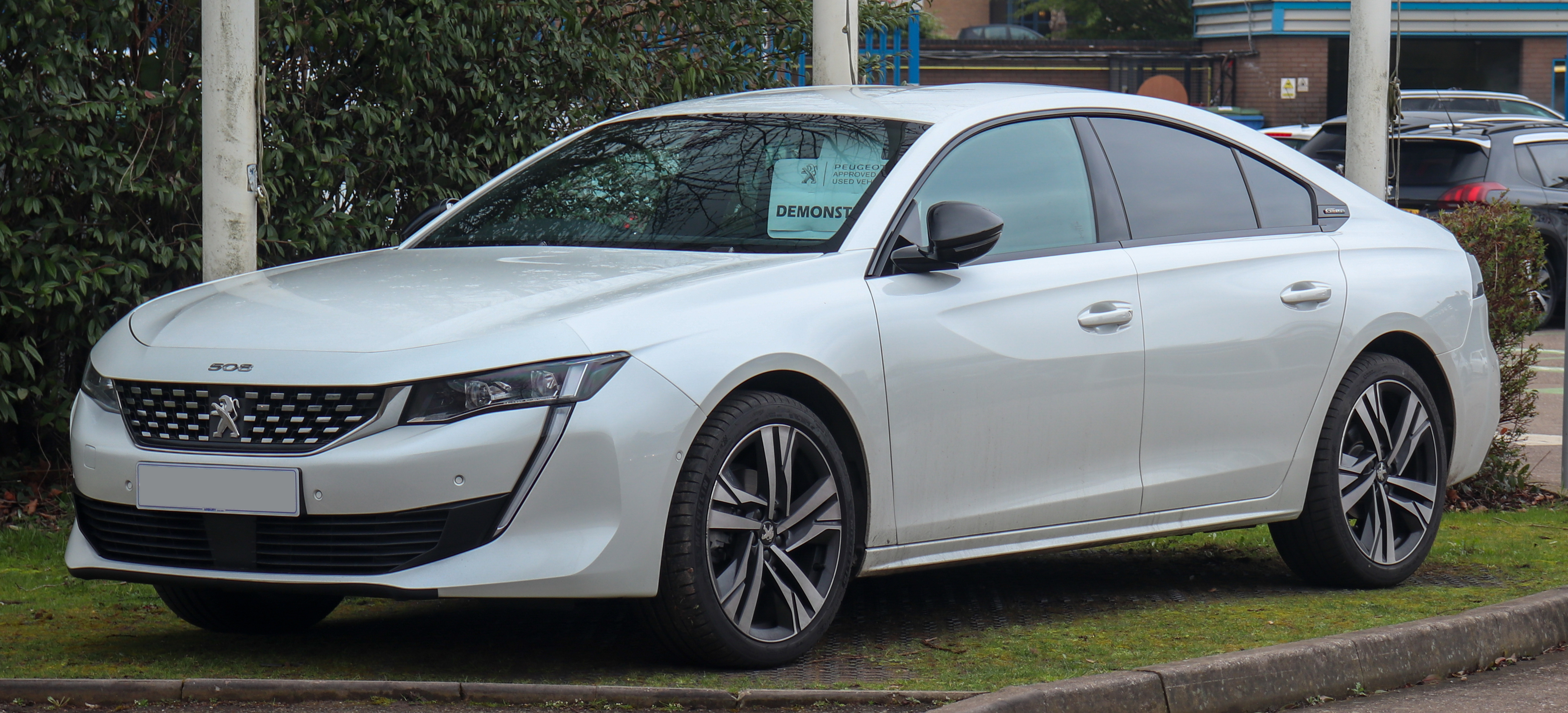
Peugeot 508
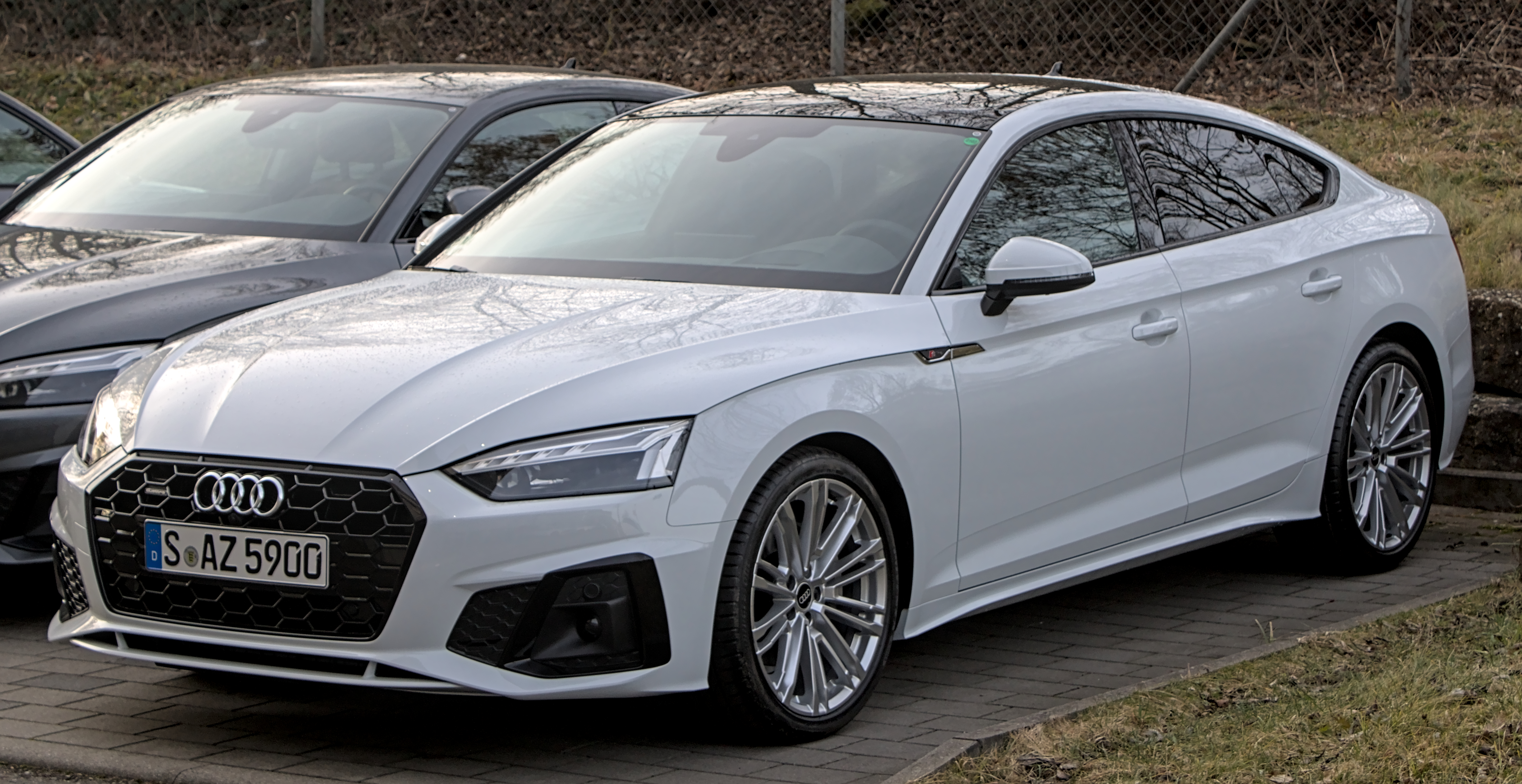
Audi A5
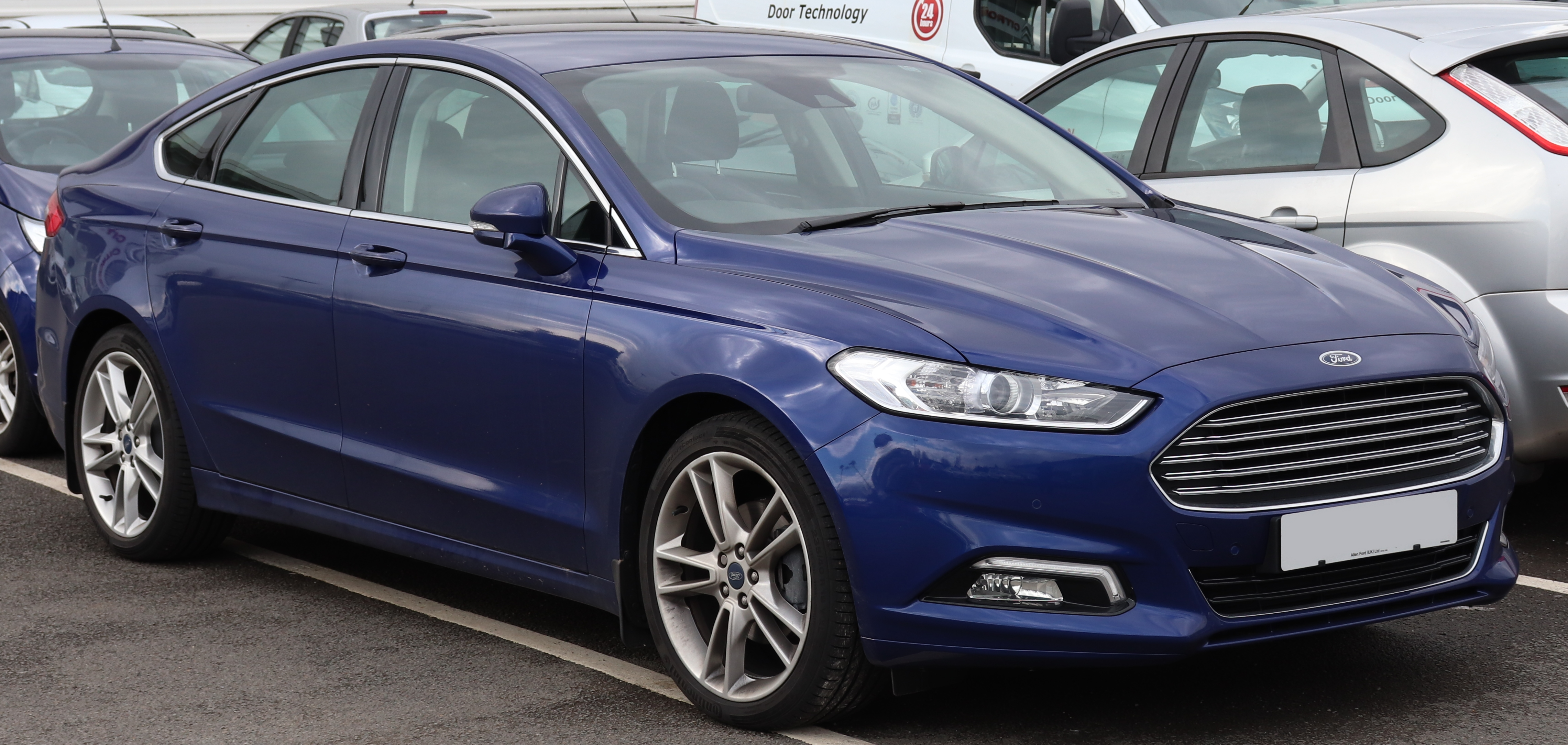
Ford Mondeo
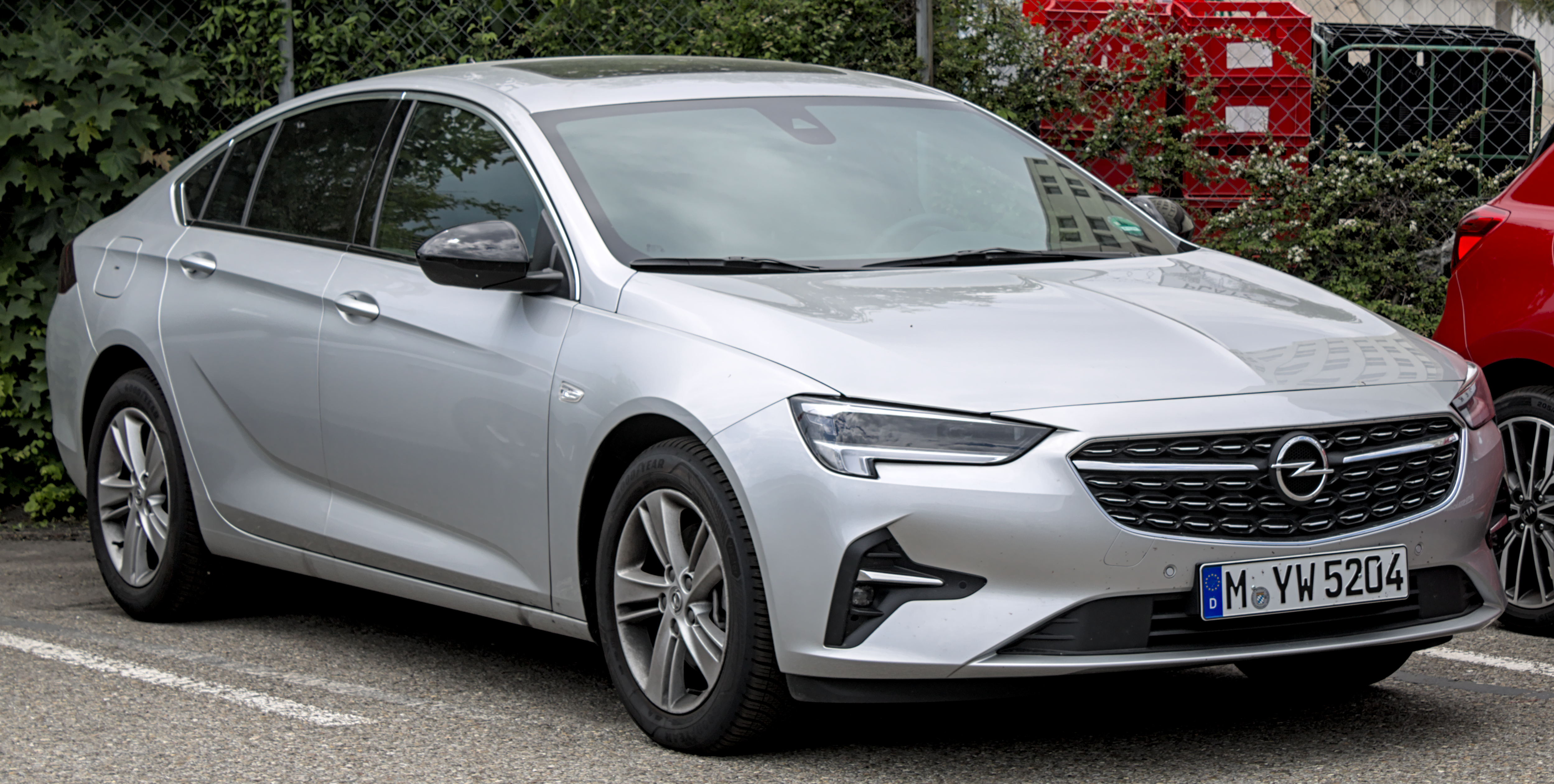
Opel Insignia
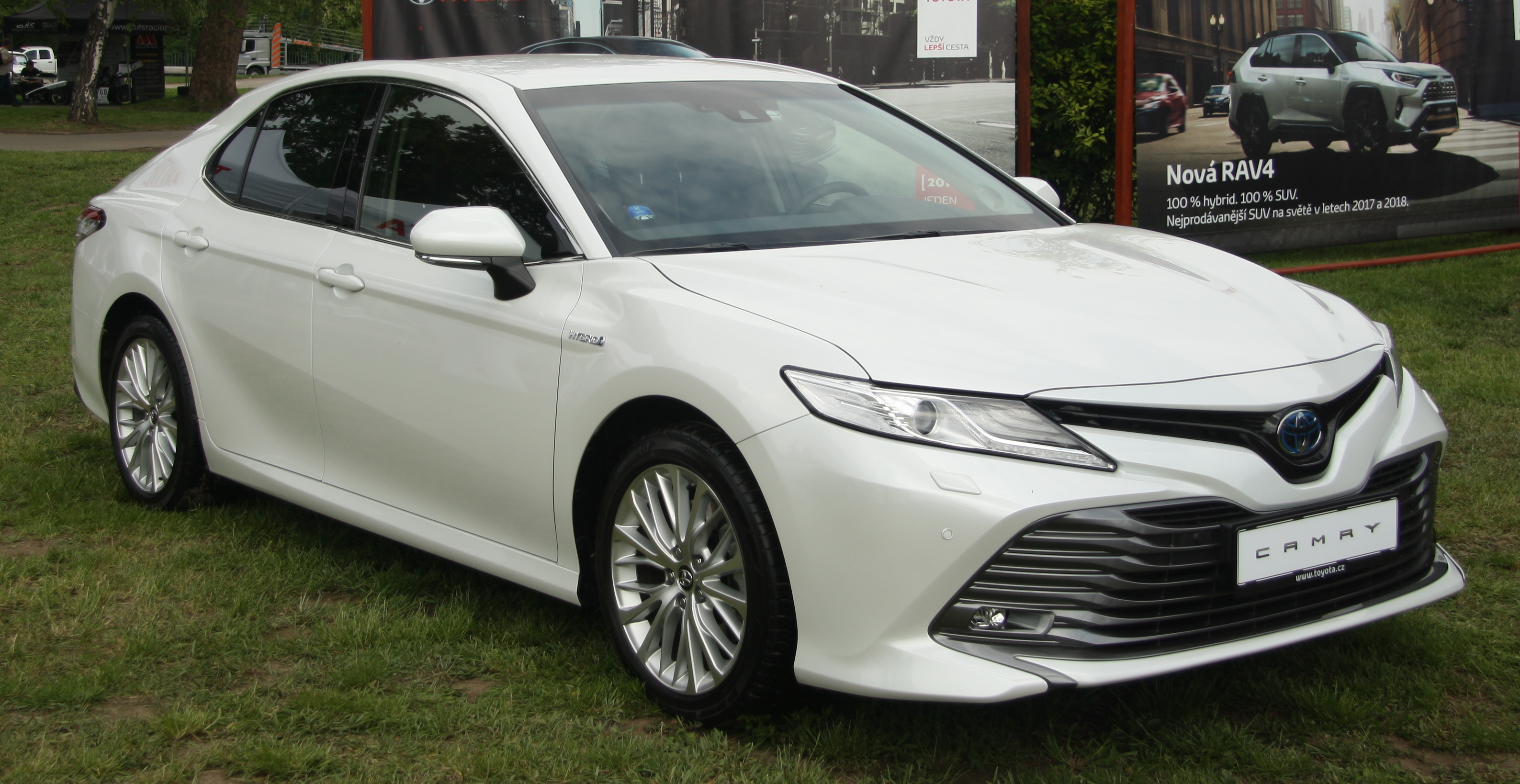
Toyota Camry

## Características
A maioria dos carros do segmento D são sedãs/berlinas ou peruas/carrinhas, mas hatchbacks e cupês têm sido comuns.
Os preços e as especificações dos carros do segmento D podem variar muito, desde o transporte básico de baixo custo até os modelos mais luxuosos e caros.